# Јака интеракција
У физици елементарних честица јака сила или јака интеракција је механизам који је одговоран за јаку нуклеарну силу (која се такође назива јака сила или нуклеарна јака сила), и једна је од четири познате основне интеракције у природи, поред електромагнетне, слабе и гравитационе. Преносиоци јаке интеракција су глуони. Она подразумева међуделовање кваркова и глуона, што се проучава квантном хромодинамиком.‍:Ch1 Детектовање кваркова и глуона као самосталних честица до сада није било успешно. Директне последице јаких интеракција су нуклеарне интеракције које се манифестују у расејању нуклеона и елементарних честица у пољу силе језгра, те на њиховом захвату у нуклеарним реакцијама. Јака интеракција је најјача интеракција у природи. Њен домет је реда величине језгра, 10−15 m (1 фемтометер). Јака сила је приближно 137 пута јача од електромагнетне, милион пута јача од слабе интеракције и 1038 пута је јача од гравитације. Време интеракције је кратко и креће се 10−23-10−21 s, а пресек је 10−27-10−21 cm². Јака нуклеарна сила држи заједно обичну материју зато што ограничава кваркове у хадронске честице као што су протон и неутрон. Осим тога, јака сила везује неутроне и протоне чиме се креира атомско језгро. Највећи део масе обичних протона или неутрона је резултат поља енергије јаке силе; индивидуални кваркови производе само око 1% масе протона.
Јака интеракција је уочљива у два опсега: на већој скали (око 1 до 3 ), то је сила која везује протоне и неутроне (нуклеоне) заједно да формирају нуклеус атома. На мањој скали (мање од око 0,8 fm, тј. реда величине радијуса нуклеона), она је сила (преношена глуонима) која држи кваркове заједно да би се формирали протони, неутрони, и друге хадронске честице. У том контексту, она је позната као боја силе. Јака сила суштински има тако велику јачину да хадрони везани јаком силом могу да произведу нове масивне честице. Стога, ако су хадрони погођени високоенергетским честицама, то доводи до настанка нових хадрона уместо да се емитује зрачење (глуона). То својство јаке силе се назива ограничавање боје, и оно спречава слободну „емисију” јаке силе: уместо тога се у пракси формирају струје масивних честица.
У контексту везивања протона и неутрона при формирану атомског језгра, јаке интеракције се називају нуклеарним силама (или резидуалном јаком силом). У овом случају то је остатак снажне интеракције између кваркова који сачињавају протоне и неутроне. Као такве, резидуалне јаке интеракције испољавају сасвим другачије понашање које зе зависно од удаљености између нуклеона, што се разликује од случаја када делују као везујућа сила кваркова унутар нуклеона. Енергија везивања која се делимично ослобађа при распаду нуклеуса је повезана са резидуалном јаком силом и она се испољава као фисиона енергија у нуклеарним централама и нуклеарном оружју фисионог типа.
Јака интеракција је посредована разменом честица без масе званих глуони које делују између кваркова, антикваркова, и других глуона. Сматра се да глуони формирају интеракције са кварковима и другим глуонима путем типа промена званих промена боје. Промена боје је аналогна са електромагнетним наелектрисањем, али се јавља у три типа (±црвена, ±зелена, ±плава) уместо једног, што доводи до различитих типова силе, са различитим правилима понашања. Ова правила су детаљно описана у теорији квантне хромодинамике (QCD), која се бави интеракцијама кваркова и глуона.
Након Великог праска и током електрослабе епохе свемира, електрослаба сила се одвојила од јаке силе. Низ покушаја успостављања велике уједињавајуће теорије је направљен, али до сад успешна верзија такве теорије није формулисана, те унификација остаје на списку нерешених проблема физике.

## Историја
Пре 1970-их када се још мислило да су неутрон и протон основне честице. Израз „јака сила“ коришћен да се опише оно што се данас зове нуклеарна сила или резидуална јака сила, јер у језгру се осећају резидуални (заостали) ефекти јаке силе, који делују на хадроне, дакле, барионе и мезоне. Постулирано је да нека нова сила мора до постоји да би се савладало електростатичко одбијање протона у језгру, и због њене изванредне јачине (на малим растојањима) названа је „јаком силом“.
Касније је откривено да протони и неутрони нису фундаменталне честице, већ да се састоје од конститутивних честица званих кваркови. Након открића кваркова, научници су схватили да сила заправо делује међу кварковима и глуонима који улазе у састав протона, а не међу протонима. Неко време након тога првобитна сила (међу протонима) називана је резидуалном јаком силом, а „нова“ јака интеракција је названа силом боје (енгл. colour force). Кваркови за разлику од промене боје привлаче једни друге услед јаке интеракције, и честице које посредују овај процес се називају глуонима.

## Детаљи
Реч јака се користи пошто је јака интеракција „најјача” од четири фундаменталне силе. На растојању од 1 фемтометра (1 fm = 10−15 метара) или мањем, њена јачина је око 137 пута већа од електромагнетне силе, што је око 106 пута више од слабе силе, и око 1038 пута више од гравитације.

### Понашање јаке силе
Јаку силу описује квантна хромодинамика (QCD), део стандардног модела физике елементарних честица. Математички, QCD је неабелова калибрациона инваријабилност базирана на локалној (gauge) групи симетрије званој (3).
Кваркови и глуони су једине фундаменталне честице које носе ненестајуће обојено наелектрисање, и стога они учествују у јаким интеракцијама само једни с другима. Јака сила је израз глуонске интеракције са другим кварковима и глуонским честицама.
Сви кваркови и глуони у QCD формирају интеракције један с другим путем јаке силе. Јачина интеракција је параметризована путем јаке константе спреге. Ова јачина је модификована променама боје честица, што је групно теоретско својство.
Јака сила делује између кваркова. За разлику од других сила (електромагнетске, слабе, и гравитационе), јака сила не губи јачину са са повећањем растојања између парова кваркова. Након достизања гранично растојања (које је реда величине хадрона), сила задржава јачину од око 10.000 њутна (N), независно од тога колико се повећа растојање између кваркова. Са порастом раздвајања између кваркова, енергија која се дода пару креира нове парове одговарајућих кваркова између оригинална два; стога је немогуће креирати раздвојене кваркове. Објашњење је да количина рада који се учини против силе од 10.000 њутна је довољна да се креира пар честица-античестица унутар веома кратког растојања те интеракције. Сама енергија која је додата систему да би се раздвојила два кварка креира пар нових кваркова који се спарују са оригиналним кварковима. У QCD се овај феномен назива ограничавање боје; резултат чега је да се само хадрони, а не појединачни кваркови могу уочити. Неуспех свих експеримената који су трагали за слободним кварковима се сматра евиденцијом овог феномена.
Елементарне честице кваркова и глуона које учествују у високоенергетским колизијама се не могу директно уочити. Интеракције производе струје новоформираних хадрона које су уочљиве. Ти хадрони се креирају као манифестација еквиваленције масе и енергије, кад се довољна количина енергије преда вези између два кварка, као када је кварк у једном протону погођен веома брзим кварком другог протона током експеримента у акцелератора честица. Међутим, кварк–глуонске плазме су уочене.
Сваки кварк у свемиру не привлачи сваки други кварк у горе поменутом од растојања независном маниру, пошто ограничавање боје подразумева да јака сила делује без умањења при увећању растојања само између парова кваркова, и да се у колекцији везаних кваркова (тј., хадронима), нето промена боје кваркова есенцијално поништава, резултирајући у лимиту дејства силе. Колекције кваркова (хадрони) стога се појављују скоро без промене боје, и јака сила је консеквентно практично одсутна између тих хадрона изузев што поништавање није сасвим перфектно. Резидуална сила остаје (као што је доле описано) позната као резидуална јака сила. Стога се може рећи да се резидуална сила брзо смањује са растојањем, и да има веома кратак опсег (ефективно неколико фемтометара). То се манифестује као сила између „безбојних” хадрона, и понекад је назива јаком нуклеарном силом или једноставно нуклеарном силом.

### Резидуална јака сила
Резидуални ефекат јаке силе се назива нуклеарном силом. Нуклеарна сила делује између хадрона, познатих као мезони и бариони. Ова „резидуална јака сила”, делује индиректно, преносећи глуоне који формирају део виртуалних π и ρ мезона, који, заузврат, преносе силу између нуклеона садржаних у језгру (изван протијума).
Резидуална јака сила је према томе, мањи остатак снажне силе која повезује кваркове у протоне и неутроне. Ова иста сила је далеко слабија између неутрона и протона, пошто је углавном неутрализована унутар њих, на исти начин на који су електромагнетне силе између неутралних атома (ван дер Валсове силе) далеко слабије него електромагнетне силе које држе електроне у асоцијацији са нуклеусом, формирајући атоме.
За разлику од саме јаке силе, резидуална јака сила, губи јачину, и до тога заправо долази брзо са повећањем раздаљине. Смањење је пропорционално негативном експоненцијалном степену растојања, мада не постоји једноставан израз који тај однос описује; погледајте Јакавин потенцијал. Брзо смањење привлачне резидуалне силе са растојањем и спорије смањење репулзивне електромагнетске силе која делује између протона унутар језгра, узрокује нестабилност већих атомских језгара, као што су сва она са атомским бројем већим од 82 (елемент олово).

## Нуклеарни процеси
Да би се стекло практично разумевање нуклеарних, плазматичних и радиоактивних феномена потребно је имати разумевање основних нуклеарних процеса у којима учествују изотопи, нуклеарних реакција, радиоактивности, као и фисије и фузије. Треба имати на уму да нуклеарне реакције производе преко милиона пута већу количину енергије по реакцији од хемијских.

### Хемијске реакције
Хемијске реакције обухватају комбиновање и раздвајање целих атома. Интеракције између реактаната и продуката су атомски процеси у којима учествују електронски облаци који окружују језгра. На пример, може се разматрати хемијска реакција у којој се угљеник из фосилног горива, или у биљним и животињским метаболичким процесима, сагорева или се оксидује до угљен-диоксида. Затим се може разматрати реакција у којој се водоник хемијски комбинује са кисеоником чиме се формира вода. Исто тако се може разматрати хемијска реакција у којој се уранијум-диоксид конвертује у уранијум тетрафлуорид UF4 или Гринову со путем интеракције са флуороводоничном киселином (HF) у производњи уранијумског горива за нуклеарне реакторе:
C + O
2 → 2 CO
2 + 4 eV
2 H
2 + O
2 → 2 H
2O
UO
2 + 4HF → 2 H
2O + UF
4
У случају прве реакције долази до ослобађања енергије, количина које се може измерити помоћу калориметрије да је 4 eV. Електронволт (eV) је јединица количине кинетичке енергије коју је стиче један електрон, ако се убрза путем губитка потенцијала од 1 волта. У овом случају та јединица се може трансформисати у друге јединице енергије на следећи начин:
1  = 1 електронволт енергије = 1,6021 10-19 џул (где је 1 џул = 1 ват секунда)
Док је eV адекватна јединица за енергију у хемијским апликацијама, код нуклеарних реакција већа јединица од милион електронволти се користи, при чему је:
У хемијске реакције је карактеристично следеће:
- Сваки атом учествује као целина у реакцији и задржава свој идентитет након завршетка реакције.
- Резултирајући молекули продукта се разликују од оних молекула реактаната.
- Долази до дељења или размене електронске валенце.
- Језгра атома остају непромењена.

### Нуклеарне реакције, трансмутације
Нуклеарне реакције се знатно разликују од хемијских реакција по томе што реакције обухватају језгра атома уместо њихових електронских облака, као што је то случај код хемијских реакција. Консеквентно, реактантска језгра се јављају увек као продукти реакција, те долази до остваривања трансмутације, чиме се сан средњовековних алхемичара остварује. Међу продуктима се могу наћи било изотопи реактаната или комплетно различити елементи. При балансирању нуклеарних реакција се води рачуна о конзервацији нуклеарних честица уместо целокупних атома, као што се то ради у хемијским реакцијама. На пример, бомбардовање језгара алуминијума или азота са алфа честицама, које су језгра хелијума, може да доведе до следећих нуклеарних реакција:
Генерално се може написати:
где је
- X и Y представљају реактантска језгра,
- и  представљају језгра продуката,
- и  представљају атомске бројеве, или наелектрисања, или број протона реактантских језгара,
- и  представљају масене бројеве, или тотални број нуклеона у реактантским језгрима,
- и  представљају атомске бројеве, или наелектрисања, или број протона језгара продуката,
- и  представљају масене бројеве, или тотални број нуклеона у језгрима продуката.

У нуклеарним реакцијама број протона или тотално наелектрисање је конзервирано на обе стране нуклеарне реакције:
Поред тога, тотални број нуклеона је конзервиран на обе стране нуклеарне реакције:
Као једно екстра својство нуклеарних реакција, маса је исто тако конзервирана. Процес конзервације масе се може изразити путем израза:
 = маса(реактанти) – маса(продукти)
Поред тога, моменат и још једно нуклеарно својство која се назива „парност”, су конзервирани.

### Конзервација масе у нуклеарним реакцијама
Конзервација масе нуклеарних реакција омогућава израчунавање ослобођене енергије из нуклеарних реакција. За мерење атомских и нуклеарних маса, користи се стандардна јединица: атомска јединица масе (енгл. atomic mass unit - amu). Пошто је угљеник изобилан на Земљи у виду угљоводоника и у живој материји, amu јединица масе је изабрана као 1/12 масе најзаступљенијег изотопа угљеника: 6C12. Стога се amu дефинише као:
У старијим научним публикацијама и извештајима, amu је била дефинисана као 1/16 масе O16 изотопа. Маса 6C12 изотопа се може написати као:
Исто тако се масе изотопа који су поменути у горе наведеним нуклеарним реакцијама могу изразити као: